# حزب العمال في كاليفورنيا
حزب العمال في كاليفورنيا منظمة عمالية أمريكية، تأسست عام 1877 بقيادة دينيس كيرني.
وكان شعارها الشهير "يجب على الصينيين أن يرحلوا!".

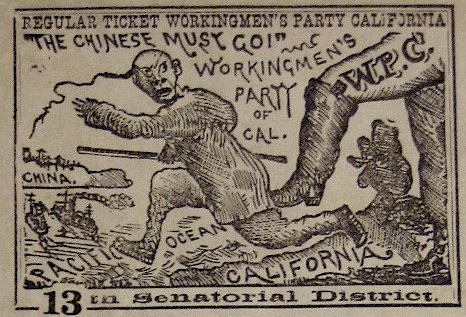
يجب على الصينيين أن يرحلوا!

نتيجة للبطالة الشديدة الناجمة عن الكساد الوطني في الفترة من 1873 إلى 1878، اندلعت مسيرات ساند لوت في سان فرانسيسكو والتي أدت إلى تشكيل الحزب في عام 1877. في عام 1879، فاز الحزب بـ11 مقعدًا في مجلس الشيوخ بالولاية و17 مقعدًا في الجمعية العمومية للولاية. كما قاموا بإعادة كتابة دستور الولاية، وحرموا الأمريكيين الصينيين من حق التصويت في كاليفورنيا.
استهدف الحزب بشكل خاص العمالة المهاجرة الصينية الرخيصة وشركة السكك الحديدية المركزية في المحيط الهادئ التي وظفتهم. كان هدفهم هو "تطهير البلاد من العمالة الصينية الرخيصة". كانت هجمات كيرني ضد الصينيين ذات طبيعة شرسة وعنصرية بشكل واضح، ووجدت دعمًا كبيرًا بين سكان كاليفورنيا البيض في ذلك الوقت. وقد أدى هذا الشعور في نهاية المطاف إلى صدور قانون استبعاد الصينيين عام 1882.